# Ruine Eutingen
Die Ruine Eutingen, auch Ruine Staufenberg  oder Ruine Eutingertal genannt, ist die Ruine einer Spornburg auf 450 m ü. NHN über dem im Eutinger Tal fließenden Eutinger Talbach südwestlich von Eutingen, Gemeinde Eutingen im Gäu im Landkreis Freudenstadt in Baden-Württemberg.
Die in der zweiten Hälfte des 13. Jahrhunderts erbaute Burg war Sitz der Herren von Eutingen und kam um 1300 an die Familie Böcklin, von der sich 1295 Conrad Böckling „uf Utinger Thal“ nannte. Die Burg wurde um 1350 von den Grafen von Hohenberg in einer Maßnahme gegen eigenmächtige Dienstleute niedergelegt. Sie durfte nur unter strengen Auflagen wieder aufgebaut werden. Die Burg kam im 15. Jahrhundert an die Schütz, im 16. Jahrhundert an die von Ow, um 1680 an die von Wernau und 1723 an die Schenken von Stauffenberg. 1818 wurde die Burg auf Abbruch verkauft.
Von der ehemaligen Burganlage sind die Reste eines fünf Meter hohen Rundturms vor dem Südtrakt, Reste der Schildmauer, Kellergewölbe, Rundbogenfenster und Schießscharten erhalten.